# マジカル☆エクスプレス☆ジャーニー
「マジカル☆エクスプレス☆ジャーニー」は、2014年7月23日にStand-Up! Recordsから発売されたアフィリア・サーガの楽曲。同グループ12枚目のシングルである。

## 概要
前作「S・M・L☆」から8か月ぶり、2014年1作目のリリースとなる。また、MAGES.の新アイドルレーベル「Stand-Up! Records」の第1弾シングルでもある。
シングルはDVD付盤（YZPB-5034）、通常盤A（YZPB-5035）、通常盤B（YZPB-5036）、通常盤C（YZPB-5037）の4種がリリースされたほか、キャラアニ・クラウン徳間ミュージックショップ・ミュゥモショップではメンバー9名毎のミュージックカードがリリースされた。

## チャート成績
2014年8月4日付オリコンウィークリーチャートでは、2.5万枚の売り上げと同時に自己最高順位となる3位を獲得した。

## 収録曲

### DVD付盤
1. マジカル☆エクスプレス☆ジャーニー [4:19]
作詞・作曲：桃井はるこ / 編曲：上野浩司
テレビ東京『〜裏ネタワイド〜 DEEPナイト』2014年7月期エンディングテーマ
アフィリア王国に列車が開通したという背景[2][3]のもと、アフィリア・サーガの原点に立ち返って「魔法の王国」の世界観を存分に表現した楽曲[4]。
2. ヴィーナスと蒼き七つの海 [4:59]
作詞：桃井はるこ / 作曲：木村有希 / 編曲：悠木真一
アフィリア・サーガ5周年記念ワンマンライブツアー『ヴィーナスと蒼き七つの海』ツアーテーマ
ファンタジックなスケール感にあふれた楽曲[4]。
3. Bitter Sweet [4:37]
作詞：森田孝太 / 作曲・編曲：NOIZ'n GIRL
4. マジカル☆エクスプレス☆ジャーニー（off Vocal）
5. ヴィーナスと蒼き七つの海（off Vocal）
6. Bitter Sweet（off Vocal）

DVD
1. マジカル☆エクスプレス☆ジャーニー MusicClip
2. 特典映像

### 通常版
通常版A
1. マジカル☆エクスプレス☆ジャーニー
2. ヴィーナスと蒼き七つの海
3. Bitter Sweet

通常版B
1. マジカル☆エクスプレス☆ジャーニー
2. ヴィーナスと蒼き七つの海

通常版C
1. マジカル☆エクスプレス☆ジャーニー
2. Bitter Sweet

### ミュージックカード
1. マジカル☆エクスプレス☆ジャーニー
2. マジカル☆エクスプレス☆ジャーニー（各メンバー feat.Ver）
3. 自己紹介動画（各メンバー）